# Schéma de liaison à la terre
Pour les articles homonymes, voir SLT.
 (avril 2012).
Si vous disposez d'ouvrages ou d'articles de référence ou si vous connaissez des sites web de qualité traitant du thème abordé ici, merci de compléter l'article en donnant les références utiles à sa vérifiabilité et en les liant à la section « Notes et références ».
 (mars 2018).
En électricité, un schéma de liaison à la terre, ou SLT  définit le mode de raccordement à la terre du point neutre d'un transformateur de distribution (aussi appelé régime de neutre) et des masses côté utilisateur.

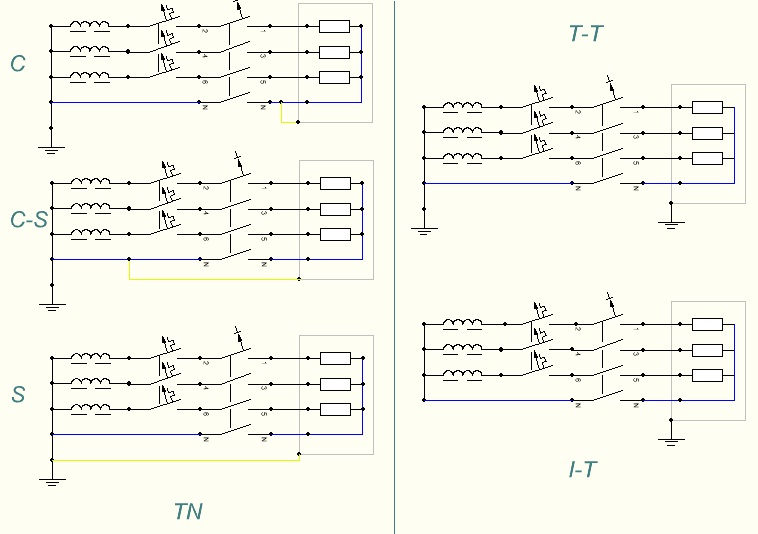
Les différents schémas de liaison à la terre.

## Définition
Les schémas de liaison à la terre ont pour but de protéger les personnes et le matériel en maîtrisant les défauts d'isolement. En effet, pour des raisons de sécurité, toute partie conductrice d'une installation est isolée par rapport aux masses. Cet isolement peut se faire par éloignement, ou par l'utilisation de matériaux isolants. Mais avec le temps, l'isolation peut se détériorer (à cause des vibrations, des chocs mécaniques, de la poussière, etc.), et donc mettre une masse (la carcasse métallique d'une machine par exemple) sous un potentiel dangereux. Ce défaut présente des risques pour les personnes, les biens mais aussi la continuité de service.
Selon la norme CEI-60364 (remplacée par le guide de charge CEI 60076-7 Ed. 1), un schéma de liaison à la terre se caractérise par deux lettres, dont :
- La première indique le raccordement du point neutre du transformateur de distribution HT/BT et qui peut être :
  - I pour isolé (ou impédant) par rapport à la terre.
  - T pour raccordé à la terre
- La seconde indique la façon de connecter les masses utilisateurs. Elle peut être :
  - T pour raccordées à la terre ;
  - N pour raccordées au neutre, lequel doit être raccordé à la terre.

Les différents schémas de liaison à la terre
Régime TT
Régime TN-C
Régime TN-S
Régime TN-C-S
Régime IT

## Schéma TN

### Généralités
Dans le SLT TN, le neutre du secondaire du transformateur est relié à la terre et les masses utilisateurs sont connectées au conducteur de protection (nommé PE : Protection Équipotentielle principale) lui-même relié à la prise de terre. L'ensemble des masses utilisateur est donc interconnecté à une barre collectrice en cuivre à laquelle est connectée la prise de terre en fond de fouille.
Les normes CEI 60364 et NF C 15-100 définissent 3 sous-schémas pour le SLT TN : TN-C (terre et neutre commun), TN-S (terre et neutre séparé) et TN-C-S (TN-C pour les circuits principaux et TN-S pour les circuits terminaux et section des conducteurs < 10 mm2 cuivre et < 16 mm2 aluminium).

### TN-C

Régime TN-C

Dans le TN-C (Terre Neutre Confondus), les conducteurs de neutre (N) et de protection (PE) sont confondus pour former le PEN.
- Ce SLT permet d'économiser un fil (ainsi qu'un pôle sur chacun des appareils de protection).
- Le coût d'un schéma de liaison à la terre TN-C est moindre car le conducteur de protection équipotentiel "PE" et conducteur neutre "N" sont confondus ce qui nous donne un conducteur "PEN" (économie d'un câble et d'un pôle des protections surintensité). Ce conducteur "PEN" est en priorité un conducteur de protection avant d'être un conducteur neutre, il ne doit pas être coupé afin d'assurer la protection des personnes.
- Le courant de défaut n'étant limité que par l'impédance des câbles, l'intensité de court circuit est plus importante. Le schéma de liaison à la terre  TN-C est interdit par la norme NF C 15-100 dans les locaux où il y a un risque d'incendie ou d'explosion.
- Le TN-C est interdit pour les réseaux ayant des conducteurs avec une section  < 10 mm2 en Cuivre ou une section < 16 mm2 Aluminium (D'après la norme NF C 15-100)

Toutefois, il est nécessaire de se reporter à la norme NF-C 15-100 pour plus de précision.

### TN-S

Régime TN-S

Dans le TN-S, le conducteur de protection et le conducteur neutre sont reliés uniquement au poste de distribution et à aucun autre point.
Le TN-S est obligatoire pour les réseaux ayant des conducteurs avec une section inférieure à 10 mm2 en Cuivre ou une section inférieure à 16 mm2 en Aluminium.

### TN-C-S

Régime TN-C-S

Le conducteur de protection (PE) et le neutre (N) sont confondus du transformateur jusqu'au point de distribution, et ensuite séparés sur les circuits terminaux et section de conducteur < 10 mm2 cuivre.
On peut aussi trouver une résistance qui relie le neutre à la terre. Cela permet de limiter le courant de court circuit d'une centaine d'ampères. Donc Id (Courant de Défaut) sera fonction de la résistance (Si R élevée.... Id faible).

## Schéma TT

### Principe

Régime TT

Le neutre du transformateur est relié à la terre, et les masses des équipements des utilisateurs disposent de leur propre raccordement à la terre.
- Ce schéma de liaison à la terre est obligatoire chez les particuliers en France comme en Belgique (pour la Belgique, voir le RGIE).
- L'emploi d'un DDR (Dispositif Différentiel Résiduel) est obligatoire en tête d'installation pour assurer la protection des personnes. La valeur du courant résiduel maximum dépend de la règlementation du pays. Ainsi un DDR de 500 mA en tête d'installation ainsi que celui de valeur maximale 30 mA sur les circuits prises est obligatoire en France. En Belgique le DDR de tête est de 300 mA, si la résistance de dispersion à la terre est inférieure à 30 ohms. Pour les salles d'eau (douches et salles de bain), le DDR 30 mA est obligatoire (sauf cas des appareillages en TBTS) (voir NF C 15-100).

Le calibre de la protection différentielle à l'origine de l'installation est pris en compte pour le calcul de la valeur maximale de prise de terre :
- En France : R = U / I = 50 / 0,5 = 100 ohms, avec :
  - U : tension égale à 50 V dite tension de sécurité (niveau d'isolement de la peau dans des conditions sèches). Exprimée en volts,
  - I : courant assigné du DDR à l'origine de l'installation (500 mA en France). Exprimé en ampères,
  - R : résistance de la prise de terre. Exprimée en ohms.

### Défaut en régime TT
| Schéma de principe d'un défaut en régime TT | Schéma équivalent d'un défaut en régime TT |
| Schéma de principe                          | Schéma équivalent                          |

Si nous calculons la tension due au défaut d’isolement nous obtenons :
On calcule dans un premier temps le courant de défaut du circuit, en prenant en compte la résistance équivalente du circuit, de façon à pouvoir déterminer la tension de contact de la masse du récepteur 2. La tension de défaut (ou tension de contact) correspond à la tension entre la masse et la terre.
{\displaystyle Id={\frac {U}{Rf+Rc+Rn+\left({\frac {Ru*Rh}{Ru+Rh}}\right)}}}
{\displaystyle Uc=\left({\frac {Ru*Rh}{Ru+Rh}}\right)*Id}
Où :
- Id : Courant de défaut (A)
- U : Tension du réseau (V)
- Uc : Tension du défaut (V)

Avec des valeurs courantes pour les différentes variables :
- U=230 V
- Rf=0,1 Ω
- Rc=0 Ω (défaut Franc)
- Ru=25 Ω
- Rn=18 Ω
- Rh= 1 kΩ

{\displaystyle Id={\frac {230}{0.1+0+18+{\big (}{\frac {25*1000}{25+1000}}{\big )}}}=5,41\ A}
{\displaystyle Uc=24,4*5,41=132>50\,\mathrm {V} }
La tension de contact est donc dangereuse même en milieu sec. Il est nécessaire de mettre en place un dispositif de protection contre les contacts indirects (Dispositif Différentiel Résiduel). En effet, l'intensité traversant le corps humain sera de {\displaystyle I=U/R=132/1000=132mA}. C'est l'intensité traversant le corps humain et la durée de l'électrisation qui représente un danger. L'intensité dépend de la tension de contact et de la résistance du corps humain (milieu sec, humide...). Un courant de 132 mA traversant une personne pendant 1 seconde est fatal pour un être humain.
Le temps de coupure pour le SLT TT est également défini dans la norme NF C 15-100 (tableau 41A de l'art.411), et doit être inférieur à 200 ms pour une tension d'utilisation de 230 V.

## Schéma IT

### Caractéristiques

Régime IT

La caractéristique principale de ce schéma est que le point neutre du transformateur en amont de l'installation est complètement isolé de la terre (il est dit « flottant », grâce à l'isolation galvanique propre au transformateur). Les trois phases et surtout le neutre ne sont pas reliés à la terre, contrairement aux autres schémas. En réalité, le neutre peut être relié à la terre via les capacités parasites des câbles, ou volontairement via une impédance de forte valeur (typiquement 1 500 Ω). Les masses utilisateur sont interconnectées normalement et reliées à la terre.
- On parle de premier défaut lorsqu'une des trois phases est connectée involontairement (par un appareil ou un utilisateur) à une masse métallique (qui est elle-même reliée à la terre).
- On parle de second défaut lorsqu'un deuxième contact apparaît entre l'une des deux autres phases et une masse métallique (sur un autre appareil de l'installation, ou sur le même appareil comportant le premier défaut); le premier défaut étant quant à lui toujours actif.

### Les points forts
Dans le cas d'un premier défaut, il n'existe en théorie aucun danger pour les personnes et les appareillages : du fait de l'isolation du transformateur en amont, le fait de mettre une phase à la terre n'induit aucun courant électrique. Contrairement aux autres schémas, ce cas n'oblige pas la coupure de la fourniture d'électricité : ce point très important explique son utilisation dans les domaines où la fourniture d'électricité est vitale : blocs opératoires des hôpitaux, locaux à risques d'explosion, installations d'éclairage de sécurité, ainsi que les domaines industriels qui ont un impératif de continuité de service tel que les fonderies qui auraient beaucoup à perdre financièrement si elles devaient se remettre en chauffe à chaque défaut.

### Les limitations
Si le premier défaut n'est pas rapidement traité, un second défaut sur une autre phase peut apparaitre. Lorsque le deuxième défaut sur une autre phase apparaît, cela entraîne un court-circuit entre 2 phases et donc, dans le meilleur des cas, un seul des 2 disjoncteurs correspondant aux départs en défaut se déclenche. Dans ce dernier cas, on se retrouve donc à la situation d'un seul défaut mais avec une productivité diminuée car il faut résoudre impérativement la panne avant de ré enclencher le disjoncteur ou les disjoncteurs si ce sont les 2 qui se sont déclenchés.
Afin d'éviter ce cas de figure il est donc nécessaire d'utiliser un contrôleur permanent d'isolement (CPI) pour signaler un premier défaut. Ce contrôleur signale le défaut à une équipe de maintenance qui doit partir à sa recherche. Les normes de sécurité imposent donc la disponibilité permanente d'un personnel de maintenance qualifié sur le site.
Il existe un cas pour lequel un risque mortel peut apparaitre dès le premier défaut : si deux bâtiments ayant leur propre terre sont alimentés par le même réseau IT, et qu'un défaut apparait sur deux phases différentes dans chaque bâtiment, alors un câble reliant les deux bâtiments (tel qu'un câble de télécommunication) pourra être porté au potentiel du secteur (généralement 400 V) dans un des deux bâtiments. C'est pourquoi il est obligatoire d'interconnecter ensemble toutes les terres d'un même réseau IT et que, quel que soit le régime de neutre, une installation ne doit comporter globalement qu'une seule terre (ou doit placer un dispositif différentiel en tête du ou des bâtiments déportés).
L'utilisation de matériel électrique avec des courants de fuite importants (capacités parasites entre phase et châssis), ou en grand nombre va augmenter le courant dans le CPI, au point de présenter des risques d'incendie.
Le matériel et les protections doivent être adaptés afin d'accepter des tensions importantes entre neutre/phase et la terre. Du fait du caractère flottant du neutre, des perturbations BF de mode commun peuvent être à l'origine de ces surtensions. Une impédance de l'ordre du kohm peut être raccordée entre le neutre du transfo et la terre, ceci afin de réduire les variations de potentiel entre le réseau et la terre : elle est donc particulièrement importante dans les réseaux alimentant des appareils sensibles.
La localisation d'un défaut est difficile, voir pratiquement impossible dans le cas d'un second défaut sur une même phase. Une technique de localisation consiste à injecter un courant de 10 Hz au niveau du CPI, et de détecter la fuite à l'aide d'une pince ampèremétrique et d'un filtre sélectif.
Pour protéger l'installation contre les surtensions (la foudre par exemple) du côté haute-tension, la norme NF C 15-100 oblige à placer un limiteur de surtension entre le point neutre du transformateur et la terre (non représenté sur le schéma).
Toutes ces contraintes expliquent que ce schéma est impossible dans les installations domestiques en France, puisque c'est Enedis qui relie le neutre à la terre.

## Protection du neutre selon les SLT (source NF C 15-100)
Le conducteur neutre est considéré par la NF C 15-100 de 2002 comme un conducteur actif. À ce titre, le conducteur neutre doit être sectionné dans tous les régimes de neutre (IT, TN-S, TT), mais pas obligatoirement protégé. Le sectionnement de tous les conducteurs actifs est obligatoire pour la séparation et l'isolement des circuits, en cas d'intervention par exemple.
En Schéma IT, il n'est pas conseillé de distribuer le neutre. Lorsque ce n'est pas le cas, il est nécessaire de protéger le conducteur neutre contre les surintensités (à cause du double défaut phase/neutre) qui doit entrainer la coupure de tous les conducteurs actifs du circuit correspondant. Cependant, cette disposition n'est pas nécessaire si :
- La détérioration des appareils est admissible et n'est pas susceptible de provoquer un incendie.
- Le conducteur neutre est effectivement protégé contre les courts-circuits par un dispositif placé en amont (le conducteur doit pouvoir supporter les contraintes thermiques pendant le temps de coupure. On peut considérer être correctement protégé lorsque l'on n'a pas plus d'un calibre et d'une section d'écart entre le disjoncteur amont et les circuits en aval).
- Un disjoncteur différentiel commun à un ensemble de circuits terminaux dont la sensibilité est de 0.15 fois l'intensité maximum admissible dans le conducteur neutre correspondant. Ce dispositif doit couper tous les conducteurs sous réserve que tous les circuits soient identiques (nature, section, courant admissible, disjoncteur).

En TN-C le conducteur PEN  ne doit pas être coupé, car il est aussi le conducteur de protection. Cependant il doit être surveillé si sa section est inférieure à celle des conducteurs de phases. En cas de surintensité, cette détection doit provoquer l'ouverture du disjoncteur du circuit correspondant.
En Schéma TN-S et TT, la protection du conducteur neutre n'est pas nécessaire sauf si :
- Le conducteur Neutre est chargé (voir le taux d'harmoniques).
- La section du conducteur de neutre est inférieure à celle des conducteurs de phases.
- Il s'agit de la liaison entre la source (Groupe électrogène, Transformateur) et le Tableau Général Basse Tension (TGBT).

## Utilisations des SLT dans le monde
- Aux États-Unis, le TN-C est majoritairement utilisé. La mise à la terre du neutre est faite chez l'abonné BT.
- En France et en Belgique, le TT est obligatoire en distribution publique avec :
  - En France : une protection générale DDR 500 mA pour toute l'installation et une protection DDR de sensibilité 30 mA pour les circuits de prises de courants;
  - En Belgique : une protection générale DDR 300 mA pour toute l'installation et une protection locale DDR 30 mA pour les circuits de salle d'eau (salle de bain, lave-linge et lave-vaisselle).
- En Grande-Bretagne, les nouvelles installations sont en TN-C. La prise de terre du neutre est fournie par le fournisseur d'énergie.
- En Irlande TN-C-S est majoritairement utilisé. La prise de terre du neutre est fournie par le fournisseur de réseau.
- En Allemagne, le TT et le TN-C-S cohabitent (prise de terre chez l'abonné).
- En Norvège, les bâtiments étant en matériaux isolants et les prises de terre de mauvaise qualité, le SLT choisi est le IT avec utilisation de DDR de sensibilité 30 mA en signalisation et coupure au second défaut par le disjoncteur.
- En Suisse, le TN-S est la norme depuis les années 1985.

## Compatibilité électromagnétique
- Le TN-C est mauvais du point de vue de la compatibilité magnétique car de forts courants circulent dans le PEN et modifient l'équipotentialité.
- En TN-S, il est conseillé de séparer le conducteur de protection (PE) des masses fonctionnelles.
- En IT, du fait de la très faible valeur du courant de premier défaut, la perturbation électromagnétique est faible. Au second défaut, le problème est le même qu'en TN-S
- En TT, très peu de perturbations sont générées en cas de défaut, le conducteur de protection et les masses fonctionnelles peuvent être séparés.